# Calyptrogenia biflora
Calyptrogenia biflora är en myrtenväxtart som beskrevs av Brother Alain. Calyptrogenia biflora ingår i släktet Calyptrogenia och familjen myrtenväxter. Inga underarter finns listade i Catalogue of Life.